# Medvevár

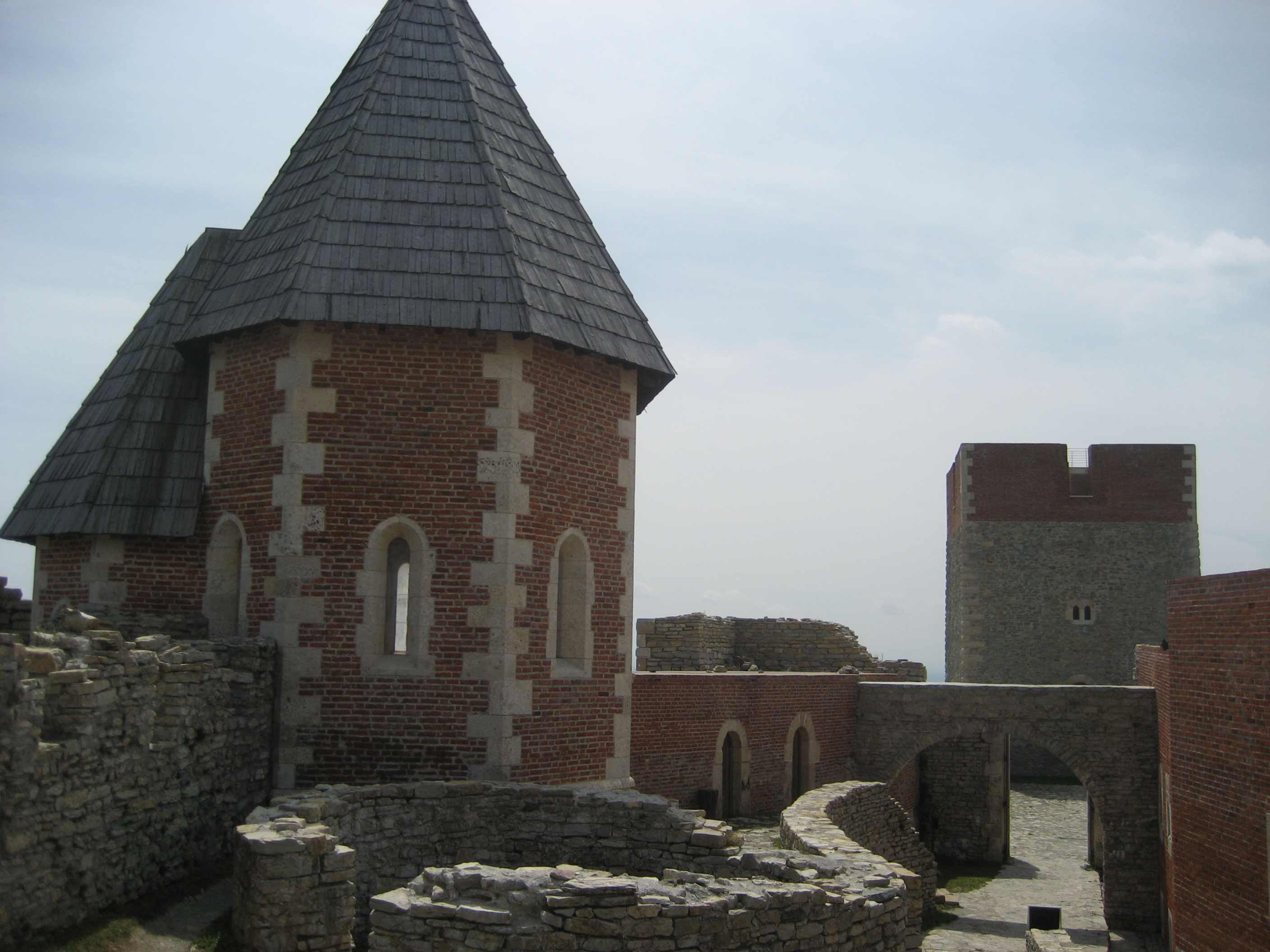
Szent Fülöp és Jakab kápolna

Medvevár (horvátul Medvedgrad) vár Zágráb mellett Horvátországban, a Medvednica-hegységben.

## Fekvése
Zágráb központjától 10 km-re északra, a Medvednica-hegységben, a Zágrábhoz tartozó Šestine külváros területén fekszik.

## Története

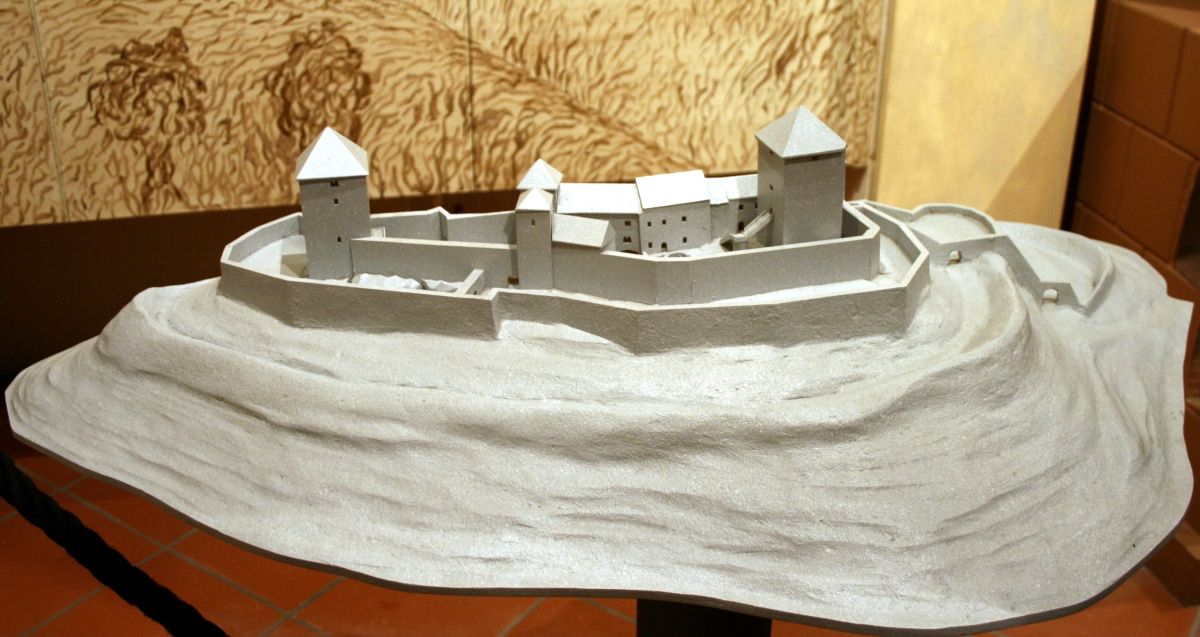
Medvevár rekonstruált modellje

A várat a Türje nembeli Fülöp zágrábi püspök építtette 1248 és 1252 között. A vár építését akkor a fenyegető tatár veszély elhárítása indokolta. Tulajdonképpen erődített város volt, a szárazföldi Horvátország legnagyobb kiterjedésű vára, mely rendkívüli igényességgel és művészi színvonalon épült. Kettős védőfallal, védőtornyokkal, ciszternával, külön kápolnával rendelkezett. Mindennel fel volt szerelve, mely a királynak kényelmet és biztonságot nyújthat, ennek ellenére a történelem során sohasem volt királyi menedék és ostromot sem szenvedett soha. Legértékesebb épülete a nyolcszögű Szent Fülöp és Jakab kápolna, melynek 3 m magas román stílusú kapuzata van. 1262-ben királyi vár lett a szlavón bánok kormányzása alatt, majd több tulajdonosa volt. Utolsó birtokosai még 1590 előtt elhagyták és az újonnan épített kényelmesebb birtokukra költöztek. Ma a várnak csak tekintélyes romjai láthatók Šestine felett a hegyekben. A horvátok által Honvédő háborúnak (Domovinski rat) nevezett 1991 és 1995 közötti háború elesett harcosainak emléket állító egyik legfontosabb emlékmű is itt található.

## Híres emberek
Itt halt meg 1472. március 27-én menekülés közben Janus Pannonius humanista költő, pécsi püspök, Mátyás király híve, majd ellenfele.